# Forêt de l'Ituri
Pour les articles homonymes, voir Ituri (homonymie).
La forêt équatoriale de l'Ituri (ou de l'Aruwimi) se trouve en Ituri, au nord-est de la république démocratique du Congo. Elle occupe une superficie d'environ 63 000 km2, et se situe entre 0° et 3°N et 27° et 30° E. L'altitude de la forêt est étalée de 700 m à 1 000 m. La température moyenne est de 31 °C (88 °F) et l'humidité moyenne de 85 % (Wilkie 1987). Environ 20 % de la forêt équatoriale est constituée de la réserve de faune à okapis, inscrite sur la liste du patrimoine mondial de l'UNESCO. La forêt héberge également les pygmées Mbuti, un des nombreux peuples de chasseurs-cueilleurs vivant dans la forêt du bassin du Congo, caractérisés par leur petite taille (en moyenne moins d'un mètre cinquante). Ils furent l'objet d'une étude de Colin Turnbull, The Forest People, en 1962. 
Cette forêt présente l'une des plus grandes diversités d'espèces de singes de la planète dans le même milieu. On les trouve à différents étages, du sol et en bas des arbres jusqu'en haut de la canopée :  
- au sol : babouin olive, cercopithèque à tête de hibou et chimpanzé commun aux longs poils (pan troglodytes schweinfurthi) ;
- un peu plus haut dans les arbres dans le feuillage dense des arbres : cercopithèque de l'Hœst, cercopithèque de Brazza, cercocèbe agile, galago du Sénégal et potto de Bosman ;
- tout en haut dans les arbres et dans les arbres émergeant : cercocèbe aux joues grises (lophocebus albigena johnsoni), singe bleu ou cercophithèque à diadème (cercopithecus mitis stuhlmanni), cercopithecus wolsidensti, colobe guéréza (colobus gereza occidentalis), colobe noir-et-blanc d'Angola (colobus angolensius cottoni) et colobe bai colobus pennanti oustaleti[2].

La forêt de l'Ituri fut traversée pour la première fois par un Européen en 1887, par Henry Morton Stanley, au cours de l'expédition de secours à Emin Pasha.